# Nana Aleksandrija
Nana Aleksandrija  (gru. ნანა გიორგის ასული ალექსანდრია, Nana Giorgis asuli Aleksandria) (Poti, Gruzija, 13. listopada 1949.) je gruzijska šahovska velemajstorica. Mati je gruzijskog političara Giorgija Bokerije.
Rođena u Gruziji. Naslov međunarodne majstorice (WIM) stekla je 1966. godine. Velemajstorica od 1976. godine, a međunarodna suditeljica od 1995. godine.
Prvakinja SSSR-a 1966., 1968. (podijeljen naslov) i 1969. godine. Izazivačica za svjetsku prvakinju 1975. i 1981. godine. Godine 1975. izgubila je od None Gaprindašvili (+3 =1 −8). Godine 1981. remizirala je s Majom Čiburdanidze (+4 =8 −4). Čiburdanidze je zadržala naslov kao prvakinja. Aleksandrija je nastupala za SSSR na šahovskim olimpijadama 1969., 1974., 1978., 1980., 1982. i 1986. godine Pripadala skupini sovjetskih šahistica koje su pridonijele dominaciji SSSR-a na ženskim šahovskim olimpijadama 1980-ih.
Čelnica Ženske komisije FIDE od 1986. do 2001. godine. 
Najviši rejting po Elou imala je 1988., 2415 bodova. Svibnja 2010. imala je FIDE rejting od 2342 boda.

## Daljnja literatura
- "none", New In Chess, br. #7, 1986., str. 66–68
- (engl.) ChessBase News

## Vanjske poveznice
- (engl.) FIDE Nana Aleksandrija
- (engl.) Profil i partije Chessgames.com